# Julius Johansen
Julius Graungaard Johansen (Blovstrød, 13 de septiembre de 1999) es un deportista danés que compite en ciclismo en las modalidades de pista, especialista en las pruebas de persecución por equipos y ómnium, y ruta.
Ganó tres medallas en el Campeonato Mundial de Ciclismo en Pista entre los años 2018 y 2020, y dos medallas en el Campeonato Europeo de Ciclismo en Pista, oro en 2019 y plata en 2017.

## Medallero internacional
| Campeonato Mundial | Campeonato Mundial       | Campeonato Mundial | Campeonato Mundial      |
| Año                | Lugar                    | Medalla            | Competición             |
| ------------------ | ------------------------ | ------------------ | ----------------------- |
| 2018               | Apeldoorn (Países Bajos) | Medalla de plata   | Persecución por equipos |
| 2019               | Pruszków (Polonia)       | Medalla de bronce  | Persecución por equipos |
| 2020               | Berlín (Alemania)        | Medalla de oro     | Persecución por equipos |
| Campeonato Europeo |                          |                    |                         |
| Año                | Lugar                    | Medalla            | Competición             |
| 2017               | Berlín (Alemania)        | Medalla de plata   | Ómnium                  |
| 2019               | Apeldoorn (Países Bajos) | Medalla de oro     | Persecución por equipos |

## Palmarés

### Ruta
2017
- Campeonato del Mundo en Ruta Junior

2018
- Tour de Olympia, más 1 etapa

## Resultados en Grandes Vueltas
| Carrera | Carrera         | 2018 | 2019 | 2020 | 2021 | 2022  | 2023 | 2024 |
| ------- | --------------- | ---- | ---- | ---- | ---- | ----- | ---- | ---- |
|         | Giro de Italia  | —    | —    | —    | —    | ―     | —    | —    |
|         | Tour de Francia | —    | —    | —    | —    | —     | ―    | —    |
|         | Vuelta a España | —    | —    | ―    | ―    | 129.º | 98.º | —    |

| —: No participó | Ab: Abandono |

## Equipos
- Team ColoQuick (2018-2019)
- Uno-X (2020-2021)
  - Uno-X Norwegian Development Team (01.2020-06.2020)
  - Uno-X Pro Cycling Team (07.2020-2021)
- Intermarché-Wanty (2022-2023)
  - Intermarché-Wanty-Gobert Matériaux (2022)
  - Intermarché-Circus-Wanty (2023)
- Sabgal Anicolor (2024)
- UAE Team Emirates XRG (2025-)